# یاپایو (کورینتس)
یاپایو (به اسپانیایی: Yapeyú) یک منطقهٔ مسکونی در آرژانتین است که در San Martín Department واقع شده‌است. یاپایو ۲٬۱۲۴ نفر جمعیت دارد و ۵۴ متر بالاتر از سطح دریا واقع شده‌است.

## خواهرخوانده
شهر بایلن خواهرخواندهٔ یاپایو (کورینتس) هست.